# Tony Perez
Tony Perez (n. 14 mai 1942, Ciego de Avila, Cuba) a fost un jucător de baseball din Ciego de Avila, Cuba. A jucat pentru echipa Cincinnati Reds (Roșii din Cincinnati), în anii 1960 si 1970.